# 싸움X사랑
싸움X사랑(戦×恋, Val × Love, Varu Ravu, "War × Love")은 아사쿠라 료스케의 일본 만화 시리즈이다. 2015년 12월부터 스퀘어 에닉스의 소년 만화 잡지 월간 소년 간간(Monthly Shōnen Gangan)에 연재되었다. 이 만화는 옌 프레스에 의해 북미 지역에서 라이선스를 받았다. 후즈 엔터테인먼트에서 제작한 애니메이션 TV 시리즈로 2019년 10월부터 12월까지 방영되었다.

## 구성
아쿠츠 타쿠마는 어릴 때부터 무서운 얼굴을 하고 있었다. 그는 동급생들로부터 따돌림을 당하고 깡패, 깡패 같은 나쁜 관심만을 끌었다. 그 결과 그는 사람들과 제대로 대화를 나누지 못하는 사회적 불안을 갖게 되었다. 이 사실과 그의 무서운 얼굴은 그의 나쁜 평판을 더욱 악화시켰고 그는 악마로 알려졌다. 어느 날 타쿠마는 나츠키를 구하고 아스가르드의 영주 오딘으로부터 세상이 곧 종말을 맞이할 것이며 세상을 구하는 것이 타쿠마의 어깨에 달려 있다는 계시를 받는다. 그의 임무를 돕기 위해 오딘은 그의 9명의 딸인 9명의 발키리스를 미드가르드/지구로 보낸다. 그런 다음 오딘은 그에게 임무를 부여한다. 소녀의 힘의 원천은 사랑이라고 전해지는 것처럼 그는 사랑이 세상을 구할 것임을 증명하는 것이다.